# Naomi Munakata
Naomi Munakata (en japonais : 宗像 直美), née au Japon le 31 mai 1955 et morte à São Paulo le 26 mars 2020,, est une cheffe de chœur et professeure académique brésilienne de São Paulo. Elle dirige l'OSESP, la chorale de l'orchestre symphonique de l'État de São Paulo, de 1995 à 2013 puis devient la cheffe de chœur de la chorale Paulistano Mário de Andrade du théâtre municipal de São Paulo. Elle est l’une des victimes du COVID-19.

## Biographie
Munakata est née à Hiroshima mais sa famille déménage au Brésil à São Paulo quand elle a deux ans. À quatre ans, elle prend ses premiers cours de piano et commence à sept ans à chanter dans la chorale que son père dirige. Elle apprend aussi le violon et la harpe. Elle étudie à l'institut musical de São Paulo et obtient un diplôme en composition et direction de chorale en 1978,.
Elle étudie l'orchestration, l'analyse musicale et le contrepoint avec Hans-Joachim Koellreutter. Elle étudie aussi avec Eleazar de Carvalho, Hugh Ross, Sérgio Magnani et John Neschling. Elle approfondit ses études musicales avec Eric Ericson en Suède grâce à une bourse de la fondation Vitae et une autre bourse pour lui permettre d'approfondir l'orchestration à l'université de Tokyo de la part du gouvernement japonais en 1986,. Elle reçoit le prix de la meilleure cheffe de chœur de la part de l'Association des critiques d'art de São Paulo.
Munakata fut professeure et directrice de l'école municipale de musique de São Paulo et cheffe de chœur et directrice artistique de la chorale Jovem do Estado (la plus jeune de l'État). Elle anime régulièrement un programme à la radio intitulé Vozes (Voix) sur Rádio Cultura FM à São Paulo, émission thématique sur la chorale,.
De 1995 à 2013, elle est cheffe de chœur de l'OSESP, la chorale de l'orchestre symphonique de l'État de São Paulo. En 2013, elle en devient cheffe de chœur honoraire. À partir de 2014, elle devient cheffe de chœur de la chorale Paulistano Mário de Andrade du théâtre municipal de São Paulo,. Elle enseigne à la faculté Santa Marcelina et à la faculté de Artes Alcântara Machado.
Munakata est hospitalisée le 16 mars 2020 à l'hôpital Alemão Oswaldo Cruz pour des symptômes de COVID-19 et meurt le 26 mars 2020 à l'âge de 64 ans.